# محمدآباد (هامون)
محمدآباد، شهری در بخش مرکزی شهرستان هامون در استان سیستان و بلوچستان ایران است. این شهر، مرکز شهرستان هامون است.
از لحاظ موقعیت ، این شهر در شمال سیستان و بلوچستان و در شرق ایران قرار دارد. همچنین مردم شهر به زبان فارسی و گویش سیستانی سخن می گویند. مذهب ایشان نیز شیعه می باشد.

## جمعیت
بر پایه سرشماری عمومی نفوس و مسکن درسال ۱۳۹۵، جمعیت شهر محمدآباد برابر با ۳٬۴۶۸ نفر (۹۰۹ خانوار) بوده است.